# Bengt Collste
Bengt Torsten Collste, född 4 januari 1913 i Västerås församling i Västmanlands län, död 1 februari 2015 i Högalids församling i Stockholm, var en svensk präst.

## Biografi
Bengt Collste var son till byggmästaren Edvin Collste och Jenny Nordquist. Efter studentexamen i Stockholm 1933 läste han teologi och blev teologie kandidat 1939. Samma år prästvigdes han för ärkestiftet och hade förordnanden där 1939–1941. Under denna tid var han först vice komminister i Söderala och sedan i Rasbo samt därefter vice kyrkoadjunkt, först i Bollnäs och sedan i Lidingö. Han blev komministeradjunkt i Sankt Matteus församling i Stockholm 1941.
Till Bromma församling kom han 1942, där han först verkade som kyrkoadjunkt, 1953 blev komminister och 1955 blev kyrkoherde. Därefter var han kontraktsprost i Bromma kontrakt 1959–1979. Han var predikant vid Stockholms läns Vårdhem i Ulvsunda 1944 och militärpastor 1944–1955. Vidare var han ordförande i Bromma ungdomsråd 1946–1956, satt som Stockholms domkapitels representant i Stockholms församlingsdelegerade 1972–1977 samt vice pastor i Storkyrkan 1979–1980.
Bengt Collste gifte sig 1943 med Ulla Gunnard, född 1922 och död 2016, dotter till kyrkoherde Birger Gunnard och Greta Holmgren. De fick två döttrar och sonen  Göran Collste. En dotterson är nationalekonomen Daniel Waldenström.